# 그린파인 레이더
그린파인 레이더(EL/M-2080 Green Pine)는 이스라엘이 개발한 조기경보레이더이다. 애로 미사일에 사용되는 레이더로, 탐지거리는 그린파인 500 km, 슈퍼그린파인 900 km이다. 슈퍼그린파인은 그린파인의 레이더 출력을 2배로 증가시켰다.

## 파생형
EL/M-2080 Green Pine최초 버전. 탐지거리 500 km. 애로우 1
EL/M-2080S Super Green PineGreen Pine Block-B 또는 Great Pine 이라고도 부른다. 탐지거리 900 km. 한국군에 2대(충남, 충북) 실전배치중. 애로우 2
Green Pine Block-C2020년 이전에 한국군에 2대 추가 도입 예정. 전라도, 경상도에 배치예정. 이스라엘에 배치된 미국 사드의 AN/TPY-2 레이더와 동급 성능. 애로우 3

## 요격실험
- 2009년 4월 7일 - 제18차 애로 테스트. 애로2 시스템의 완전한 첫 번째 실험이었다. 오전 11시경에 팔마힘 공군기지에서 애로-2 미사일이 발사되었으며, 사하브-3와 동일하게 제작된 블루 스패로 미사일을 정확하게 요격했다. 레이더는 슈퍼그린파인 레이더가 사용되었다. 실험은 이스라엘 공군과 미국 미사일 방어국이 공동으로 수행했다. 애로는 미국의 보잉사와 함께 개발중인 프로젝트이다. 사하브-3는 북한의 노동 1호를 이란이 수입한 것으로서, 5개의 MIRV 탄두를 장착한다.

## Green Pine Block-C
한국이 2대를 도입하기로 한 Green Pine Block-C에 대해서는 정확한 분석 기사가 없고, 단편적인 정보들이 인터넷에 산재되어 있을 뿐이다. 모델 번호조차 없다.
애로우 3를 위해서, 애로우 1의 그린파인 레이더 블록-A, 애로우 2의 그린파인 레이더 블록-B 보다 장거리 레이더인 그린파인 레이더 블록-C가 개발될 것이다.
이스라엘은 슈퍼그린파인(블록-B)를 업그레이드 할 계획이다. 하나의 레이더가 전국의 애로우 미사일을 통제한다. 아이언 돔과 패트리어트 PAC-3와 연동된다.
이러한 연동 기능이라면, 한국의 PAC-3인 천궁 미사일과 아이언 돔인 천마 미사일에도 연동을 기대해 볼 수 있다. 그러나 그린파인 블록-C가 뛰어난 연동기능이 있다고 해도, 천마 미사일은 286 컴퓨터의 도스를 사용한다고 알려져 있어서, 천마에의 연동 추측은 무리일 수 있다. 미사일 크기는 아이언 돔과 천마 미사일이 같다. 사이드와인더 미사일 크기이다.
이스라엘에 미군이 사드를 배치했다. 이스라엘은 사드의 AN/TPY-2 레이더와 동급 성능으로 슈퍼그린파인(블록-B)를 업그레이드 할 계획이다.
2019년 7월, 미국 알래스카주 코디액의 태평양우주발사기지에서 애로우 3는 적 로켓 3발을 성공적으로 요격했다. 그 중 한발은 대기권 밖에서 요격했다.

## 나라별 현황

### 대한민국
한국은 2012년까지 슈퍼그린파인 2대를 수입하기로 계약체결했다. 미국의 X밴드 레이더가 탈락하고, L 밴드 레이더인 이스라엘의 슈퍼그린파인으로 결정되었다. 공개입찰에 참여했던 레이더는 다음과 같다.
- 슈퍼그린파인 레이더: 이스라엘, 탐지거리 900km, 실전배치중. 이스라엘은 애로 미사일을 포기하고 미국의 THAAD를 선택하려고 한다는 보도가 있었다.
- FBX-T 레이더: 미국, 탐지거리 1800km, 사드 레이더. 성주에 주한미군이 배치했다. AN/TPY-2 레이더.
- M3R 레이더: 프랑스, 탐지거리 300km

### 인도
인도는 이스라엘과 합작하여 소드피시 장거리 추적 레이더를 개발했으며, 이를 이용해 인도의 미사일 방어망을 구축했다.

## 대한민국
2006년 1월 31일, 대한민국 정부는 지상 통제 장치로 탐지 거리가 500km에 달하는 ‘그린파인’ 레이더 3대와 요격용 애로우 2 미사일 36기를 한 세트로 구입하려고 한다고 매일경제가 단독 보도했다.
2016년 10월 3일, 국회 국방위원회 이철규 의원(새누리당)이 국방부로부터 제출받은 국정감사 자료에 따르면, 2013년 7월 이후 충남에 배치된 레이더가 13차례, 충북에 배치된 레이더가 8차례 각각 고장으로 최장 9일간 작동이 멈췄다. 고장은 안테나 내에 결로 현상이 발생했기 때문이다. 공군은 에어컨을 설치해 열기를 식히고 습기를 제거하고 있지만 역부족이라고 이철규 의원은 지적했다. 공군은 “장비의 결함은 있었지만 다른 그린파인 레이더와 이지스함에 설치된 레이더를 상호 보완적으로 운영, 작전임무를 성공적으로 수행해 왔다”면서 “결로 문제를 해결하기 위해 레이더를 덮는 ‘레이돔’을 2017년까지 들여올 계획”이라고 말했다.
2017년 4월 25일, 방위사업청은 "오늘 한민구 국방부 장관 주재로 열린 제101회 방위사업추진위원회에서 탄도탄 조기경보 레이더-Ⅱ 사업 추진 기본전략 수정안을 의결했다"고 밝혔다. 조기경보레이더를 1대 추가하기로 했었는데, 이번 결정으로 2대 추가하기로 하였다.
2018년 11월 27일, 3300억원 규모의 탄도탄 조기경보레이더-Ⅱ 사업으로 그린파인 레이더가 결정되었다. 정경두 국방부 장관 주재로 국방부 청사에서 개최된 제116회 방위사업추진위원회(방추위)에서 한국형미사일방어체계(KAMD)의 핵심인 탄도탄 조기경보레이더 추가 구매가 결정됐다고 방위사업청은 밝혔다. 방사청은 네덜란드 탈레스사와 이스라엘 엘타사 등 2개 업체의 레이더를 두고 경쟁입찰을 진행해왔다. 공군은 이스라엘 엘타사의 그린파인 블록B 2대를 운영중이다.
탄도탄조기경보레이더 2차 사업은 북한 잠수함발사탄도미사일(SLBM) 위협에 따른 것으로, 성능요구조건(ROC)은 탐지거리 800 km 이상으로 설정했다. 경상권과 전라권에 각 1기씩 배치해 북한 내륙 뿐 아니라 해상까지 탐지한다는 구상이다. 방위사업청은 2017년 말 업체와 계약을 체결해 2기의 신형 레이더를 2020년 이전에 공군에 도입할 예정이다.
2021년 6월초 첫 번째 그린파인 블록C 레이더가 부산항을 통해 반입돼 12월 부산에 배치됐다. 언론 보도에 따르면 충청도에는 기존 블록B 레이더 2대가 운용 중이고, 부산광역시에는 개량된 블록C 레이더 2대가 추가 도입된다. 해운대구, 전라남도 보성군에 각각 도입되어 운영된다.

## 제원
- 양산연도: 1995년(블록-A)
- 주파수: L 밴드
- 탐지거리: 500 km(블록-A), 900 km(블록-B), 900+ km(블록-C)
- 제조국가:  이스라엘
- 미사일: 애로우 1(블록-A), 애로우 2(블록-B), 애로우 3(블록-C)

## 같이 보기
- 애로 미사일
- AN/TPY-2
- J/FPS-5
- J/FPS-3